# Dicaeum eximium
Dicaeum eximium é uma espécie de ave da família Dicaeidae.
É endémica da Papua-Nova Guiné.
Os seus habitats naturais são: florestas subtropicais ou tropicais húmidas de baixa altitude.